# Partido do Desenvolvimento Nacional

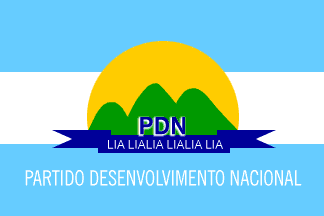
Flagge der Partido do Desenvolvimento Nacional

Die Partido do Desenvolvimento Nacional (portugiesisch), beziehungsweise in Tetum Partidu Dezenvolvementu Nasional (deutsch Partei der Nationalen Entwicklung) PDN ist eine politische Partei in Osttimor. Gründungspräsident der Partei war Fernando Dias Gusmão und Generalsekretär Lucas Koli-Bere Soares. 2023 ist Lucas Soares Parteivorsitzender.

## Geschichte
Am 7. Dezember 2008 kam es bei der Wahl des neuen Parteivorsitzenden der Partido Social Democrata PSD zu einer Kampfabstimmung zwischen dem amtierenden Außenminister Zacarias da Costa und PSD-Generalsekretär Fernando Dias Gusmão. Als Gusmão bei der Abstimmung unterlag, verließ er die PSD und gründete mit Unterstützern am 30. Mai 2009 die PDN.
Am 2. Juli 2009 wurde gemeldet, dass die PDN sich für die anstehenden Kommunalwahlen am 9. Oktober offiziell registrieren wollte, allerdings reichte die PDN erst am 1. April 2010 die nötigen Unterlagen zur Registrierung als politische Partei bei der Nationalen Wahlkommission CNE ein. Erstmals trat die PDN bei den Parlamentswahlen 2012 am 7. Juli an. Wie die PSD scheiterte sie an der Drei-Prozent-Hürde. Die PDN erhielt nur 9.386 Stimmen (1,99 %). Über 3 % erhielt sie in Ainaro (3,22 %), Bobonaro (6,90 %), Cova Lima (4,44 %) und Liquiçá (3,05 %).
Bei den Parlamentswahlen 2017 erhielt die PDN 0,68 % der Stimmen und scheiterte damit an der Vier-Prozent-Hürde. Danach schloss sich die PDN dem Fórum Demokrátiku Nasionál (FDN) an, trat aber Ende 2017 wieder aus dem Parteienbündnis aus. Dafür wurde die PDN am 11. Dezember 2017 Mitglied der Frenti Dezenvolvimentu Demokratiku (FDD). Da die FDD aber bei den vorgezogenen Parlamentswahlen 2018 nur drei Sitze im Parlament gewinnen konnte, erhielt die PDN erneut keinen Sitz im Parlament. Die FDD zerbrach kurz darauf aufgrund von Streitigkeiten nach der Wahl des Parlamentspräsidiums.
Bei den Parlamentswahlen in Osttimor 2023 wollte die PDN zunächst im Wahlbündnis der Frente Ampla Democrática (FAD) antreten, das am 4. März vorgestellt wurde. Doch am 14. März trat die PDN aber aus dem Bündnis aus und reichte beim Obersten Gericht Osttimors (Tribunal de Recurso) eine eigene Kandidatenliste ein. Gründe für den Rückzug nannte Parteichef Soares nicht. Da von der PDN auch kein Kongress oder nationale Konferenz über das Wahlbündnis abgestimmt hatte, entschied das Tribunal, die FAD nicht zur Wahl zuzulassen. Nach der Einzelmeldung der PDN, reichten auch die Partnerparteien eigene Anmeldungen zur Wahl ein. Alle diese Parteien scheiterten aber an der Vier-Prozent-Hürde. Die PDN erhielt nur 0,09 % (597 Stimmen).